# Cycloramphus mirandaribeiroi
Cycloramphus mirandaribeiroi es una especie de ránidos de la familia Leptodactylidae.

## Distribución geográfica
Se encuentra en Brasil.